# Iwan Wassiljewitsch Kurepanow
Iwan Wassiljewitsch Kurepanow (russisch Иван Васильевич Курепанов; * 1775; † 1826) war ein russischer Schiffbauer.

## Leben
Kurepanow, Sohn des Schnitzerei-Untermeisters Wassili Jakowlewitsch Kurepanow (* 1749) der St. Petersburger Admiralität, wurde im Juli 1786 als Zimmerer-Lehrling 2. Klasse in den Staatsdienst aufgenommen. Im Januar 1793 wurde er zum ausgebildeten Zimmerer befördert. Darauf arbeitete er auf russischen Linienschiff-Werften. Sein jüngerer Bruder Pjotr (* 1781) durchlief die gleiche Ausbildung zum Schiffbauer.
Kurepanow war 1794–1801 zum Studium des Schiffbaus in Großbritannien abkommandiert. Er fertigte Zeichnungen der Kriegsschiffe neuer Bauart der Royal Navy an und schickte sie an das Admiralitätskollegium des russischen Marineamts, wofür er 1796 eine Prämie von 50 Pfund Sterling erhielt. Im April 1799 wurde er zum Linienschiff-Untermeister befördert. 1801 übersetzte er einen Artikel der Encyclopædia Britannica über den Linienschiffbau und einen Aufsatz eines britischen Surveyors.
Im Mai 1804 wurde Kurepanow zum Linienschiff-Meister -Assistenten befördert, mit einer einmaligen Prämie von 300 Rubel geehrt und zum Linienschiffbau-Lehrer an der St. Petersburger Linienschiff-Technik-Schule ernannt. Am Ende des Jahres folgte die Beförderung zum Linienschiff-Meister (IX. Rangklasse). Neben seiner Lehrtätigkeit arbeitete er auf der St. Petersburger Admiralitätswerft bei Wassili Sarytschew und Andrei Melichow mit und auch auf den Werften in Pawlowsk  und in Lodeinoje Pole. 1805 legte  Kurepanow in St. Petersburg den 14-Kanonen-Kutter Opyt (Erfahrung) auf Kiel, der im Oktober 1806 von Stapel lief und in die Baltische Flotte übernommen wurde. Während der Napoleonischen Kriege im Britisch-Russischen Krieg (1807–1812) war die Opyt  unter dem Kommando Gawriil Newelskois an der Verteidigung Revals beteiligt. An der Insel Nargen griff im Juni 1808 die britische Fregatte Salsette unter Walter Bathurst die Opyt an und eroberte sie nach langem Kampf. Von der 63-köpfigen Besatzung der Opyt waren vier Männer getötet und acht verwundet, wie auch der Kommandeur. In Anerkennung ihrer tapferen Gegenwehr wurden die Überlebenden bei Libau an Land gesetzt.

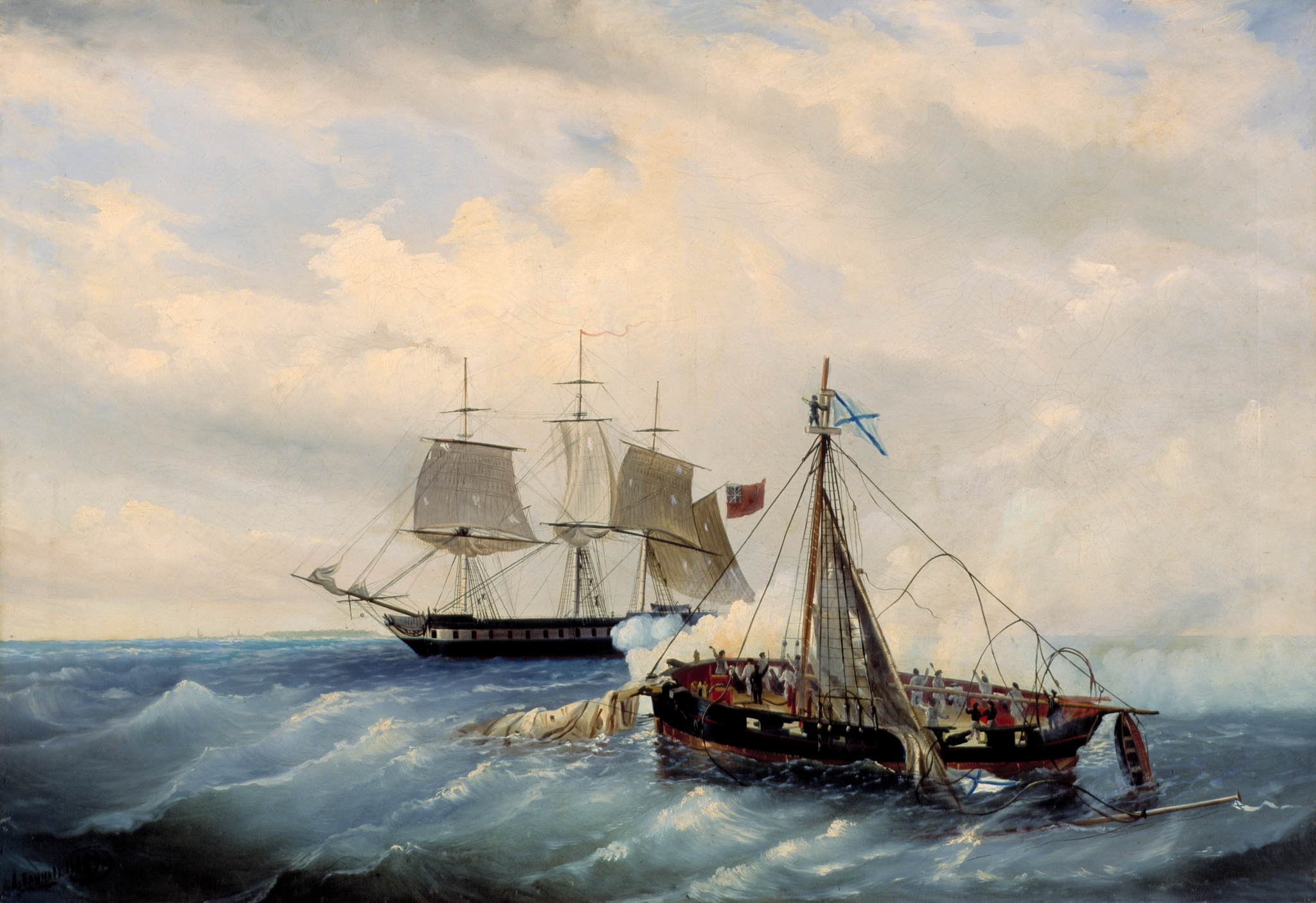
Opyt im Kampf mit der britischen Fregatte Salsette (L. D. Blinow, 1889, Zentrales Marinemuseum, St. Petersburg)

Im Mai 1806 wurde Kurepanow zum Linienschiff-Meister der VIII. Rangklasse befördert. Er baute ein Feuerschiff für den Finnischen Meerbusen und legte im Oktober 1806 eine 44-Kanonen-Fregatte auf Kiel, die im Juli 1807 von Stapel lief. Für eine Treckschute erhielt er von Kaiserin Elisabeth Alexejewna einen Brillantring. 1807–1808 beteiligte er sich am Bau eines 120-Kanonen-Linienschiffs, der von dem Direktor des Linienschiffbau-Departements Jacques Balthazar Brun de Sainte-Catherine geleitet wurde. Im Januar 1808 legte Kurepanow gleichzeitig eine 36-Kanonen-Fregatte (Stapellauf September 1809), eine Ruder-Segel-Fregatte (Stapellauf September 1808) und zwei Bombarden-Linienschiffe (Stapellauf Juli 1808) auf Kiel. Im Januar 1810 legte er ein 74-Kanonen-Linienschiff auf Kiel, das im September dieses Jahres von Stapel lief.
Kurepanow wurde 1810 in das Komitee der Linienschiff-Technik-Schule berufen, an der er weiter lehrte neben seiner weiteren Schiffbau-Tätigkeit. Er baute eine kleine Yacht, für Katharina Pawlowna, Herzogin von Oldenburg, die ihm einen Brillantring schenkte. 1812 setzte er Schiffe des Hofes und der Ministerien sowie Ausbildungsschiffe für den Einsatz im Französisch-Russischen Krieg instand.

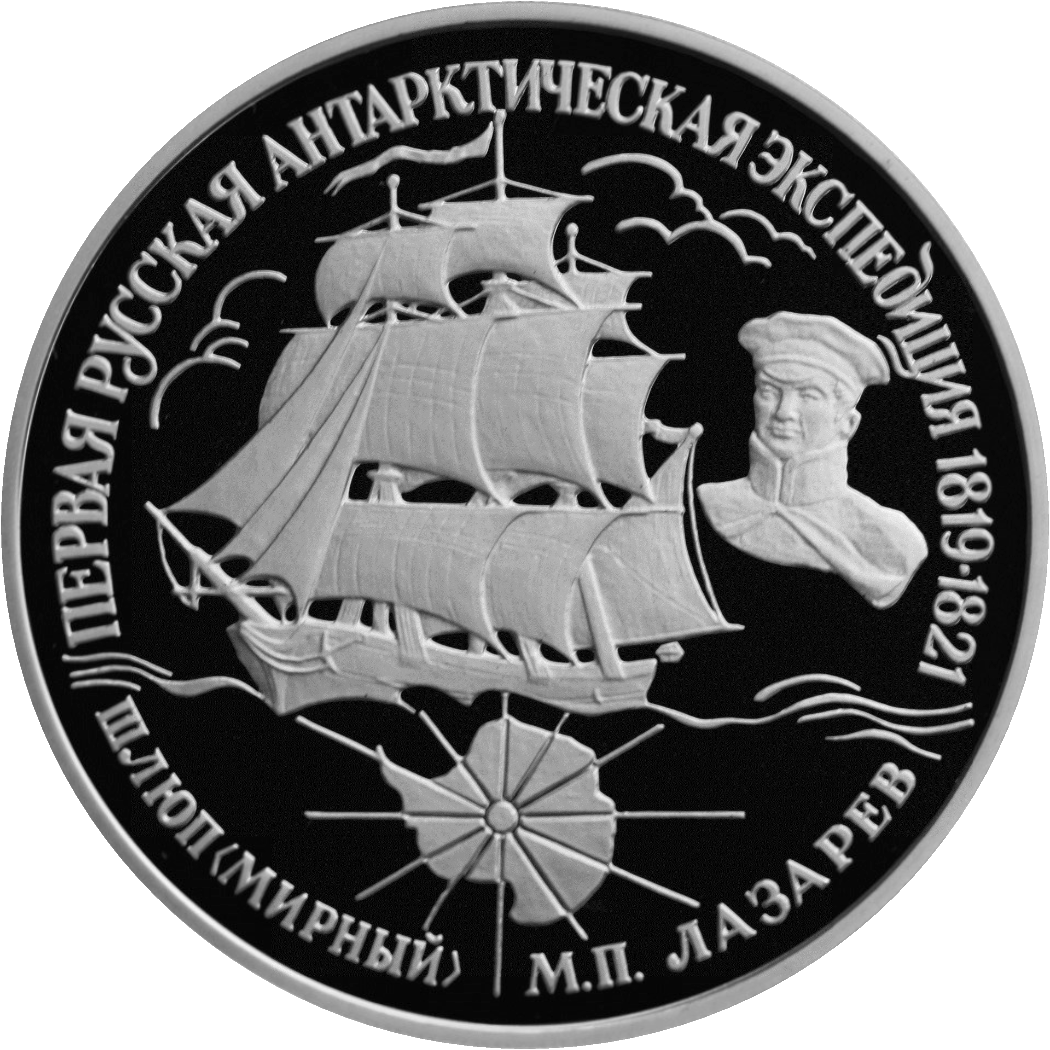
Erste russische Antarktis-Expedition mit der Sloop Mirny und M. P. Lasarew (25-Rubel-Münze der Bank Rossii 1994, Rückseite)

Im Juli 1816 wurde Kurepanow Assistent des Linienschiff-Direktors mit Höherstufung in die VII. Rangklasse im Dezember dieses Jahres. Nach seinem Projekt wurden 1818–1820 auf der Olonezer Werft in Lodeinoje Pole die Sloops Mirny und Blagonamerenny gebaut. Mit der Mirny und der Sloop Wostok führten Fabian Gottlieb von Bellingshausen und Michail Lasarew 1819–1821 die erste russische Antarktis-Expedition durch, auf der sie die Antarktis als 6. Kontinent entdeckten.
Kurepanow baute 1820 ein Schiffskamel für ein 120-Kanonen-Linienschiff. Für die Konstruktion von zwei Dampfschiffen  zur Überführung von Linienschiffen über die Archangelsker Barre wurden in der St. Petersburger Admiralität unter Kurepanows Leitung die Zeichnungen und eine kurze Instruktion angefertigt. Die beiden 60-PS-Dampfmaschinen wurden im Ischora-Admiralitätswerk gebaut. Die beiden Archangelsker Dampfschiffe wurden von Andrei Kurotschkin und Wassili Jerschow gebaut und liefen 1825 und 1826 von Stapel, worauf sie 18 Jahre lang in Betrieb waren. Sie schleppten nicht nur Linienschiffe, sondern fuhren auch zu den Solowezki-Inseln und den Weißmeer-Häfen. Kurepanows letztes Werk war das 84-Kanonen-Linienschiff Hanko, das er 1825 fertigstellte und das 46 Jahre lang zur Baltischen Flotte gehörte. Sein Assistent war Iwan Amossow.

## Ehrungen
- Orden des Heiligen Wladimir IV. Klasse (1817)
- Russischer Orden der Heiligen Anna II. Klasse (1819)